# Pierre Corréia
Pour les articles homonymes, voir Correia.
Pas d'image ? Cliquez ici

a Compétitions nationales et continentales officielles uniquement.

b Matchs officiels uniquement.
Pierre Corréia, né le 4 décembre 1983 à Talence (Gironde), est un joueur français de rugby à XV qui évolue au poste de pilier.

## Biographie
Il a honoré sa première cape internationale en équipe de France le 5 juillet 2008 contre l'équipe d'Australie, alors que les internationaux du Stade toulousain, de l'ASM Clermont Auvergne, de l'USA Perpignan et du Stade français disputaient les demi-finales du Top 14 2007-08 dans leurs clubs respectifs.

## Palmarès

### En équipe nationale
(À jour au 05.07.08)
- 1 sélection en équipe de France depuis 2008
- Sélections par année : 1 en 2008

### En club
- Vainqueur des phases finales du championnat de France Pro D2 : 2006